# Demóstenes
Demóstenes (en griego, Δημοσθένης: Dēmosthénēs) fue uno de los oradores más relevantes de la historia y un importante político ateniense.
Nació en Atenas, en el año 384 a. C. y falleció en Calauria, en el año 322 a. C.
Sus dotes de oratoria constituyen la última expresión significativa de las proezas intelectuales atenienses, y permiten el acceso a los detalles de la política y la cultura de la Antigua Grecia durante el siglo IV a. C. Demóstenes aprendió retórica mediante el estudio de los discursos de oradores anteriores. Pronunció sus primeros discursos judiciales a los veinte años de edad, cuando reclamó a sus tutores que le entregaran la totalidad de su herencia. Durante un tiempo, Demóstenes se ganó la vida como escritor profesional de discursos judiciales y como abogado, redactando textos para su uso en pleitos entre particulares.
Demóstenes se interesó por la política durante esa época, y fue en el 354 a. C. cuando dio sus primeros discursos políticos en público. Dedicó sus años de plenitud física e intelectual a oponerse a la expansión del reino de Macedonia. Idealizaba a su ciudad y luchaba por restaurar la supremacía ateniense y motivar a sus compatriotas para oponerse a Filipo II de Macedonia. Buscó preservar la libertad de Atenas y establecer una alianza contra Macedonia en un intento sin éxito de impedir los planes de Filipo de expandir su influencia hacia el sur, conquistando las ciudades-estado griegas. Dos años antes de la muerte de Filipo, Demóstenes tuvo un papel capital en el levantamiento de Atenas y Tebas contra el rey macedonio y su hijo, Alejandro III, en la batalla de Queronea, si bien sus esfuerzos no tuvieron éxito cuando la revuelta se encontró con una enérgica reacción macedonia. Más aún: para prevenir una revuelta similar contra su propio líder, el sucesor de Alejandro, el diádoco Antípatro, envió a sus hombres para que acabaran con Demóstenes. Demóstenes, sin embargo, se suicidó con el fin de evitar caer en manos de Arquias, confidente de Antípatro.
El llamado Canon Alejandrino, compilado por Aristófanes de Bizancio y Aristarco de Samotracia, reconoce a Demóstenes como uno de los 10 mayores logógrafos y oradores áticos. Según Longino, Demóstenes "perfeccionó al máximo el tono del discurso idealista, pasional, abundante, preparado, rápido".
Cicerón le aclamó como "el orador perfecto" al que no le faltaba nada y Quintiliano le alabó dirigiéndose a él como "lex orandi" ("la norma de la oratoria") y diciendo de él que "inter omnes unus excellat" ("se encuentra solo entre el resto de oradores").

## Primeros años

### Familia, educación y vida personal

#### Familia y educación
Demóstenes nació en el año 384 a. C., durante el último año de la 98.ª Olimpiada o el primero de la 99.ª.
Su padre, del mismo nombre, pertenecía a la tribu (phylai) pandionisia y vivía en la Demo de Peania, en las afueras de Atenas.
Pertenecía a una rica familia mercantil, lo que le valió el desprecio de las viejas familias aristocráticas. Su padre, Demóstenes de Peania, poseía una fábrica de armas.
Esquines, el mayor rival político de Demóstenes, mantendría más tarde que su madre, Cleóbula, era de origen escita, si bien algunos estudiosos modernos ponen en duda esta afirmación. Por su parte, Demetrio de Magnesia, en su desaparecida obra Sobre los sinónimos, afirmó que era samia.
A los 7 años Demóstenes se quedó huérfano. Su padre le dejó una fortuna en fideicomiso, quedando al cuidado de sus tíos, Afobos y Demofón, así como de un tal Terípido. Sus tutores dilapidaron su fortuna, ya sea por error de gestión o por mala intención, quedando el joven Demóstenes en extrema pobreza.
Tan pronto como Demóstenes alcanzó la mayoría de edad, exigió una auditoría de cuentas de la gestión realizada por sus tutores. Según Demóstenes, la revisión de las cuentas demostraba la apropiación indebida de su patrimonio. Aunque su padre le había dejado un patrimonio de casi catorce talentos que equivaldrían de forma aproximada a unos 400.000 dólares estadounidenses actuales,
Demóstenes dijo en el juicio que sus tutores no le habían dejado nada salvo la casa, catorce esclavos y treinta minas de plata (30 minas equivalían a medio talento).
A los 20 años, Demóstenes demandó a sus tutores, intentando recuperar su patrimonio. Durante los juicios pronunció cinco discursos: tres Contra Afobos entre el 363 a. C. y el 362 a. C. y dos Contra Ontenor entre el 362 a. C. y el 361 a. C.
El tribunal fijó los daños y perjuicios sufridos por Demóstenes en diez talentos (285.000 dólares estadounidenses de 2008).
Cuando finalizaron todos los pleitos, Demóstenes solo logró recuperar una porción de toda su herencia.
Entre el 366 a. C., fecha en la que alcanzó la mayoría de edad, y el 364 a. C., Demóstenes y sus ex-tutores buscaron arduamente una salida negociada al conflicto, si bien no consiguieron llegar a un arreglo porque ninguna de las dos partes estaba dispuesta a hacer concesiones.
Al mismo tiempo, Demóstenes se preparó para los juicios mediante el entrenamiento de sus habilidades oratorias.
A los 16 años Demóstenes había asistido a un proceso de Calístrato de Afidna (367 a. C.), quedando sorprendido por el talento del orador. Calístrato estaba entonces en el momento cúspide de su carrera y ganó un pleito de una importancia considerable. Al parecer, esa experiencia le llevó a decidirse por aprender la retórica.
Según Friedrich Nietzsche, filólogo y filósofo alemán, y Constantine Paparregopoulus, historiador griego, Demóstenes fue alumno de Isócrates.
Según Cicerón, Quintiliano y el biógrafo romano Hermipo, fue un alumno de Platón.
Luciano, un retórico y satírico romano-sirio, incluye a los filósofos Aristóteles, Teofrasto y Xenócrates entre sus profesores.
Sin embargo, todas estas afirmaciones son hoy en día puestas en duda.
Según Plutarco, Demóstenes se convirtió en alumno de Iseo, otro orador ático, aunque en esa época Isócrates también daba clases en el área, especializándose en los problemas de sucesiones. El motivo puede ser o bien que no pudiese pagar los honorarios de Isócrates, o porque pensaba que el estilo de Iseo encajaba mejor con su forma de ser, más vigorosa y astuta.
Ernst Curtius, un arqueólogo alemán, describía la relación entre alumno y profesor como "una alianza armada intelectual".
También se ha dicho que Demóstenes pagó a su profesor unas 10 000 dracmas (aproximadamente medio talento) a condición de que dejase la escuela de retórica que había abierto y se dedicase por entero a la enseñanza de Demóstenes.
Otra versión dice que Iseo no cobró nada a Demóstenes por la enseñanza.
Sin embargo, según Richard C. Jebb, estudioso británico clásico, «la relación entre Iseo y Demóstenes como profesor y alumno apenas pudo haber sido ni muy íntima ni de muy larga duración».
Konstantinos Tsatsos, profesor y académico griego, cree que Iseo ayudó a Demóstenes en la creación de sus primeros discursos judiciales contra sus tutores.
Según una biografía de autor desconocido pero atribuida a Plutarco, que ha llegado hasta nuestros días, Demóstenes se casó una vez. La única información que aparece sobre su esposa, de la que se desconoce el nombre, es que era hija de Heliodoro, un ciudadano importante.
También tuvo una hija, "la primera y única que alguna vez le llamó padre", según Esquines, en un comentario ácido.
Su hija murió joven, antes de haberse casado, pocos días después de la muerte de Filipo. Su sobrino Demócares fue también político y orador.

#### Acusaciones concernientes a su vida personal

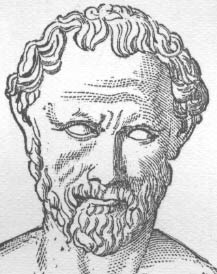
Demóstenes

En sus discursos, Esquines a menudo utilizaba las relaciones pederastas de Demóstenes para atacarle. El contenido de los ataques no era el hecho de que Demóstenes tuviese relaciones con chicos (algo que en aquella época no era raro ni socialmente inaceptable), sino que su comportamiento como erastés había sido inadecuado, y que su forma de actuar no beneficiaba a los chicos (como era lo esperado) sino que les dañaba. En el caso de Aristión, un joven de Platea que vivió durante mucho tiempo en la casa de Demóstenes, Esquines se burlaba de su falta de control sexual y de su posible comportamiento afeminado.
En el caso de Cnosio, Esquines hace otra acusación de índole sexual, si bien en este caso acusa a Demóstenes de acostar a este con su mujer para que la dejase embarazada.
Ateneo, por su parte, nos muestra otro punto de vista, argumentando que fue la mujer la que se acostó con el joven en un ataque de celos.
Esquines también acusaba a Demóstenes de conseguir dinero a través de sus relaciones con jóvenes adinerados. Decía que engatusó a Aristarco, el hijo de Moscos, con la idea de que le podría convertir en un gran orador.
Aparentemente, estando todavía bajo la tutela de Demóstenes, Aristarco mató y mutiló a un tal Nicodemo de Afidna, arrancándole los ojos y la lengua. Esquines acusaba a Demóstenes de complicidad en el asesinato, utilizando como argumento el hecho de que Nicodemo se había querellado anteriormente con Demóstenes acusándole de deserción. También acusaba a Demóstenes de haber sido tan mal erastés para Aristarco como para no ser digno de recibir tal nombre. Su crimen, según Esquines, era haber traicionado a su erómeno apropiándose de su patrimonio mientras que pretendía estar enamorado del joven (se decía que se había apropiado de tres talentos —86.000 dólares estadounidenses de 2008— de Aristarco mientras que este huía al exilio para evitar el juicio). Por ello, en pago a la confianza que Aristarco y su familia habían puesto en él, y en palabras de Esquines "Entraste en un hogar feliz [...] lo arruinaste".
En cualquier caso, la historia de las relaciones de Demóstenes con Aristarco es más que dudosa, y no se conoce a ningún pupilo de Demóstenes con ese nombre.

### Carrera como logógrafo
Al finalizar los pleitos contra sus tutores y como forma de ganarse la vida, Demóstenes se dedicó a redactar discursos para su utilización en pleitos privados de terceras personas. Destacó mucho en su trabajo, y fue consiguiendo una cartera de clientes ricos y poderosos.
Por otra parte, un logógrafo ateniense podía permanecer en el anonimato y no figurar como tal en ninguna parte, lo cual en ocasiones podía ocasionar que un profesional de este estilo se dedicase a sus intereses personales en perjuicio de los de su cliente (no se podían examinar los posibles conflictos de intereses de una persona anónima). Esquines también acusó a Demóstenes de comportamiento poco ético en su trabajo, diciendo que había transmitido a los oponentes de sus clientes algunos de los argumentos que utilizarían en el juicio.

Y al traidor nato, ¿cómo le reconocemos? ¿No te imitará a ti, Demóstenes, en su trato con aquellos que el azar pone en su camino y que confían en él? ¿No cobrará por escribir discursos para recitar a los tribunales, y luego revelará el contenido de los discursos a sus oponentes?
Esquines, El Discurso en la Embajada

Por ejemplo, Esquines acusó a Demóstenes de haber escrito un discurso para un tal Formión, un rico banquero, y luego habérselo comunicado a Apolodoro, que estaba preparando cargos contra Formión. Plutarco apoyaba esta acusación, diciendo que Demóstenes "se cree que había actuado de forma deshonesta".

## Comienzo en la vida política

### Entrenamiento de la oratoria

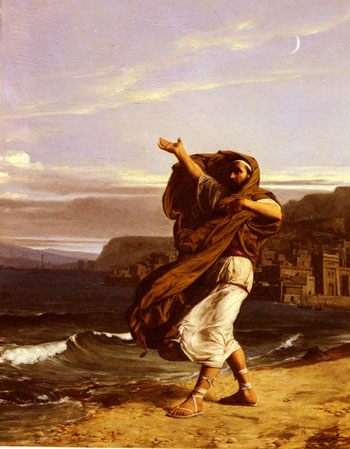
Demóstenes Practicando Oratoria por Jean Lecomte du Nouÿ (1842–1923). Demóstenes solía estudiar en una habitación subterránea que había construido él mismo. También solía hablar con piedras en la boca y recitar versos mientras corría. Para fortalecer su voz, hablaba en la orilla del mar por encima del sonido de las olas.

Antes incluso de haber cumplido los 21 años en el 363 a. C., Demóstenes había demostrado un cierto interés por la política. En el 363, 359 y 357 a. C. desempeñó el puesto de trierarca, encargándose del mantenimiento y abastecimiento de un trirreme. En el 348 a. C. se hizo cargo de una coregía, y pagaba los gastos de una producción teatral.
Aunque Demóstenes dijo que nunca abogaba en ningún caso privado, no está claro todavía cuándo abandonó Demóstenes la lucrativa (aunque no tan prestigiosa) profesión de logógrafo, y si es que llegó a hacerlo.
Cuando era niño, Demóstenes tenía un defecto de elocución en el habla. Esquines se burlaba de ello, y se refería a él en sus discursos por el apodo que le ponían, Bátalo, que al parecer podrían haber inventado o bien sus pedagogos o bien sus propios compañeros de juegos.
Según Plutarco, durante el primer discurso público del joven Demóstenes, la audiencia se burlaba de su problema de elocución (dificultad en pronunciar la /R/) y su extraño y correoso estilo, que estaba plagado de largas frases con argumentos formalistas hasta un extremo duro y desagradable. Afirmaba el de Queronea que tenía una debilidad en la voz, un habla extraña y difícil de entender y una falta de aire que, al romper y desenlazar las frases, oscurecía mucho el sentido y el significado de lo que decía.
Demóstenes llevó a cabo un estricto programa para superar esas deficiencias y mejorar su locución. Trabajó la dicción, su voz y sus gestos hasta el punto que su ahínco y su devoción se volvieron proverbiales. Sin embargo, no se sabe con certeza si estos relatos son verdaderos hechos de la vida de Demóstenes o meras anécdotas utilizadas para ilustrar su perseverancia y determinación.
Algunos ciudadanos, sin embargo, sí que se dieron cuenta de su talento. La primera vez que abandonó apesadumbrado la Ekklesía (la asamblea ateniense), un anciano llamado Eunomo le animó diciendo que su dicción era muy parecida a la de Pericles. En otra ocasión, después de que la Ekklesía se negase a escucharle y mientras marchaba a casa habiendo sido rechazado, un actor llamado Sátiro le siguió y le entretuvo en una amistosa conversación.

### Incremento de la actividad política
Aunque se cree que continuó con la práctica legal privada como logógrafo, el hecho es que a partir del año 354 a. C. Demóstenes se interesó cada vez más por los asuntos públicos, haciéndose famoso por sus discursos que versaban sobre el restablecimiento del espíritu público en Atenas y sobre la conservación de la cultura griega en un momento en que el modelo de ciudad-estado se veía amenazado.
En el 355 a. C. escribió Contra Androcio y en el 354 a. C., Contra Leptino, dos fieros ataques contra individuos que pretendían eliminar unas exenciones de impuestos. En Contra Timócrates y Contra Aristócrates abogó por la eliminación de la corrupción, denunciando medidas que veía como deshonestas o contrarias de las tradiciones atenienses. Todos estos discursos ofrecen unas primeras muestras sobre sus ideas de política exterior, como pudieran ser la importancia de la flota, las alianzas, o el honor nacional.
Partidario de Eubulo, en 354 a. C. Demóstenes pronunció en favor de este su primer discurso político, Sobre las symmorías, en el que defendía la moderación a la vez que proponía la reforma de las symmorías como una fuente de financiación para la flota ateniense, defendiendo el aumento de las obligaciones con respecto a las trierarquías.
Sin embargo, pronto rompió con Eubulo, al que atacó en el 352 a. C. (Sobre la sintaxis), al tiempo que se pronunciaba contra la política exterior ateniense con el discurso Por los megalopolitanos (353 a. C.), que atrajo la atención de los atenienses sobre el peligro que representaba el poder de Esparta, tras la debacle de Tebas. También se opuso a Eubulo en el 351 a. C., con el discurso Por la libertad de los rodios.
Eubulo era por entonces el político más influyente de Atenas, situación que mantuvo en el periodo entre el 355 y el 342 a. C., y estaba en contra de la intervención en los asuntos internos de otras polis griegas.
Si bien ninguno de sus primeros discursos tuvo éxito, Demóstenes fue poco a poco haciéndose un hueco dentro del grupo de las personalidades políticas de importancia a la vez que, por otro lado, rompía con la facción política de Eubulo (facción a la que pertenecía Esquines). En esa época Demóstenes fue plantando los cimientos de sus futuros éxitos políticos, lo que le llevaría a convertirse en el líder de su propio partido. Sus argumentos mostraban su deseo de articular las necesidades e intereses de Atenas.
En el año 351 a. C., Demóstenes se sintió lo suficientemente fuerte como para mostrar su visión sobre el asunto de política exterior más importante al que se enfrentaba Atenas por entonces: la postura que debería tomar la ciudad con respecto a Filipo II de Macedonia. Según comenta Jacqueline de Romilly, filóloga miembro de la Academia francesa, la amenaza de Filipo daría a Demóstenes un enfoque y una razón de ser. La carrera política de Demóstenes es virtualmente la historia de la política exterior ateniense.

## Confrontación con Filipo

### Primera Filípica y las Olínticas (351 - 341a.C.)

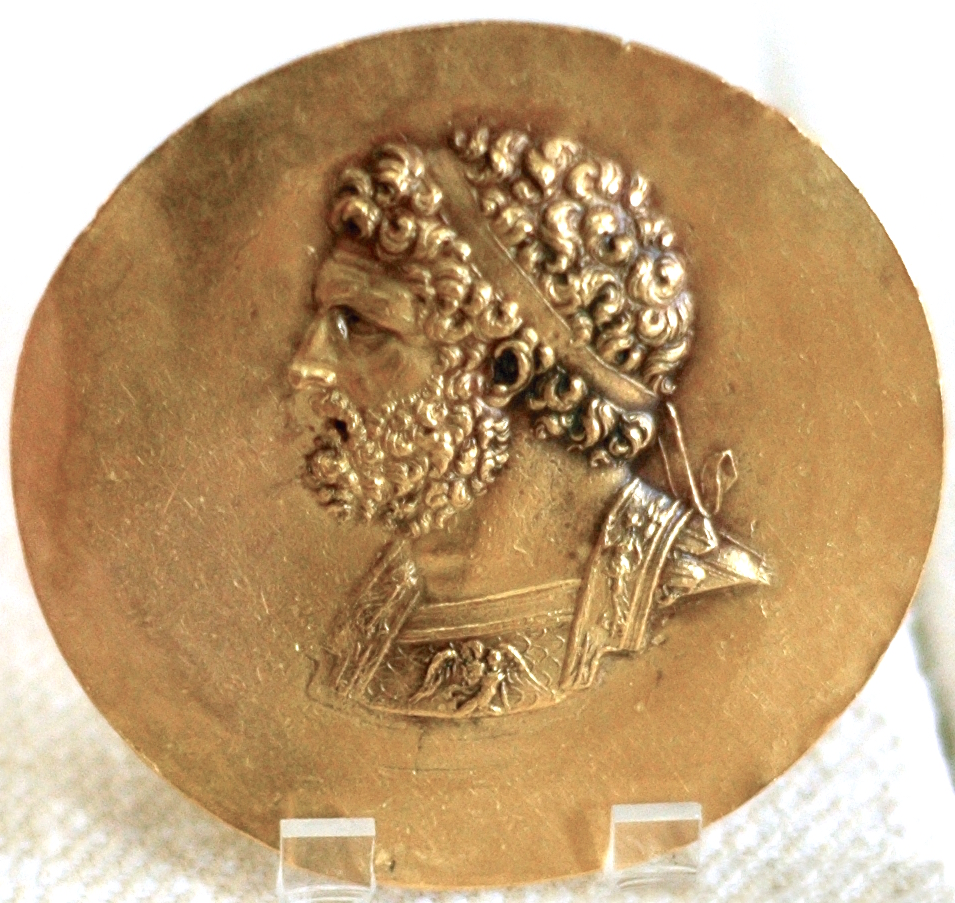
Filipo II de Macedonia: medalla de la victoria (niketerion) del siglo II a. C. (París, Cabinet des médailles de la Biblioteca Nacional de Francia). Demóstenes percibía al rey de Macedonia como una amenaza a la autonomía de todas las ciudades-estado griegas.

Demóstenes dirigió sus energías contra el creciente poder del rey Filipo II de Macedonia, a quien veía como una amenaza no solo para Atenas sino para todas las ciudades-estado griegas.
Gran parte de sus mejores discursos se dirigieron contra el poder creciente del rey Filipo II de Macedonia. Desde el año 357 a. C., cuando Filipo asedió Anfípolis y Pidna, Atenas y Macedonia habían estado formalmente en guerra. En el 352 a. C. Demóstenes describió a Filipo como el mayor y el peor enemigo de su ciudad. El discurso sería un avance de los fieros ataques que Demóstenes lanzaría contra el rey macedonio durante los años que siguieron. Un año después criticó a aquellos que subestimaban el poder de Filipo y avisaba de que era tan peligroso como el propio rey de Persia.
En el 352 a. C. las tropas atenienses lograron con éxito enfrentarse a Filipo en las Termópilas, pero la victoria macedonia sobre los focios en la batalla del Campo de Azafrán supuso un duro golpe para Demóstenes.
Su primer discurso contra Filipo, conocido como la Primera Filípica (351-350 a. C.), tenía como tema la preparación y la reforma del fondo social de Atenas, el pilar principal de las políticas de Eubulo. Exhortó a los atenienses a que despertaran de su falsa seguridad y pidió que la guerra se extendiera a Tracia, pero no tuvo éxito.
Desde ese momento y hasta el 341 a. C., todos los discursos de Demóstenes se referían al mismo asunto: la lucha contra Filipo. En el 349 a. C., para completar su dominio del mar Egeo Filipo marchó contra Olinto, aliado de Atenas y la última ciudad de la Calcídica que le quedaba por dominar. Olinto pidió ayuda a Atenas, y Demóstenes pronunció con tal motivo las tres Olínticas, en las que solicitó a Atenas ayuda para su aliado. En los tres discursos, Demóstenes criticaba a sus compatriotas por no hacer nada, y urgía a Atenas a ayudar a Olinto contra el "bárbaro" macedonio.
A pesar de los avisos de Demóstenes, los atenienses se enzarzaron en una guerra inútil en Eubea y no ofrecieron apoyo militar a Olinto. El tratado subsiguiente, la paz de Filócrates, resultaba insoportable para él, que no lo consideró más que un respiro entre dos batallas.

### El caso de Meidias (348a.C.)
En el 348 a. C. ocurrió un caso peculiar: Meidias, un rico ateniense, abofeteó públicamente a Demóstenes, que por entonces ocupaba un cargo en la Coregía, un gran festival religioso en honor al dios Dioniso. Meidias era un amigo de Eubulo y apoyaba la campaña militar en Eubea. También era un viejo enemigo de Demóstenes que había entrado violentamente en su casa en el 361 a. C., junto con su hermano Trasíloco, para apoderarse de ella.
Demóstenes decidió presentar una querella contra su rico oponente y escribió el discurso judicial Contra Meidias. El discurso ofrece información muy valiosa sobre la ley ateniense en esa época y especialmente sobre el concepto griego de Hibris o ambición excesiva, que se trataba en esa ciudad como un crimen que iba no solo contra la ciudad sino contra la sociedad en sí misma. Demóstenes defiende que el estado democrático perece si el gobierno de la ley se ve socavado por los hombres ricos y sin escrúpulos, y que todos los ciudadanos adquieren poder y autoridad en todos los asuntos de estado gracias a "la fuerza de las leyes".
Según el filólogo Henri Weil, Demóstenes retiró finalmente los cargos contra Meidias por razones políticas, y nunca llegó a pronunciar Contra Meidias, si bien Esquines mantuvo que Demóstenes había sido sobornado para retirarlos.

### Paz de Filócrates (347-345 a.C.)

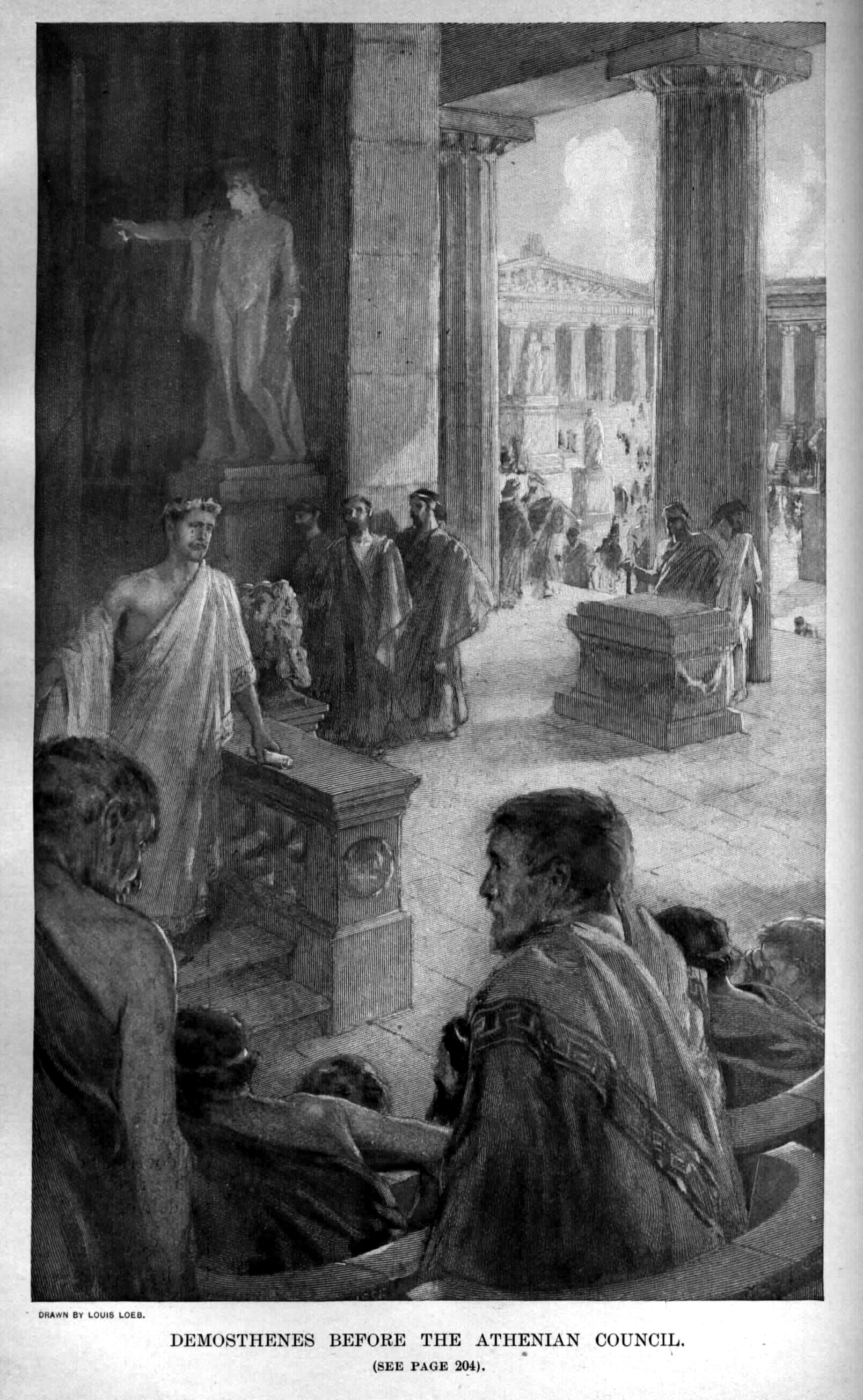
Ilustración de 1898, obra de Louis Loeb (1866 – 1909): Demóstenes ante la asamblea principal de Atenas (ekklesía) en el año 346 a. C.

En el año 348 a. C., Filipo II conquistó Olinto y la arrasó hasta sus cimientos. Luego siguió avanzando y conquistó la Calcídica y todos los Estados de la Liga Calcídica que antes estaban liderados por Olinto. Tras estas victorias macedónicas, Atenas se dirigió a ese Estado en busca de la paz. Demóstenes se encontraba a favor de firmar un tratado con Filipo II. En 347 a. C. se envió una delegación ateniense a Pella con el objetivo de negociar un tratado de paz y Demóstenes estaba entre los doce embajadores enviados (346 a. C.) para entrevistarse con Filipo, delegación en la que también se encontraban Esquines y Filócrates. Según Esquines, en su primer encuentro con Filipo, Demóstenes se habría desmayado del miedo.
La ekklesía aceptó oficialmente los duros términos que Filipo había impuesto. Sin embargo, cuando la delegación ateniense llegó a Pella para recibir el juramento de Filipo necesario para considerar que el tratado había sido acordado, este se encontraba en plena campaña militar. Filipo estaba retrasando de forma deliberada el momento de la negociación y posible acuerdo porque esperaba poder mantener bajo su soberanía todas aquellas posesiones atenienses que pudiera conquistar antes de ratificar el tratado. Demóstenes, ansioso ante el retraso, insistía en que la embajada debería viajar al lugar en el que se encontrase Filipo, y conseguir el juramento sin demora; sin embargo, los enviados atenienses (incluidos tanto él como Esquines) permanecieron en Pella hasta el regreso de Filipo de su exitosa campaña en Tracia. Finalmente se juró la paz en Feres, pero Demóstenes acusó al resto de enviados de haber actuado negligentemente por intereses económicos.
Justo después de la firma de la Paz de Filócrates, Filipo atravesó las Termópilas y conquistó Fócida, mientras que Atenas permaneció inactiva y no envió ninguna ayuda a la región. Apoyada por Tebas y Tesalia, Macedonia tomó el control sobre los votos de Fócida en la Anfictionía, una organización religiosa formada para apoyar a los grandes templos de Apolo y Deméter. A pesar de una cierta reticencia por parte de los líderes atenienses, Atenas finalmente aceptó la entrada de Filipo en el Consejo de la Liga, estando Demóstenes entre aquellos que apoyaron esta opción, tal y como nos indica en su discurso Sobre la paz.

### Segunda y Tercera Filípicas (344 - 341a.C.)

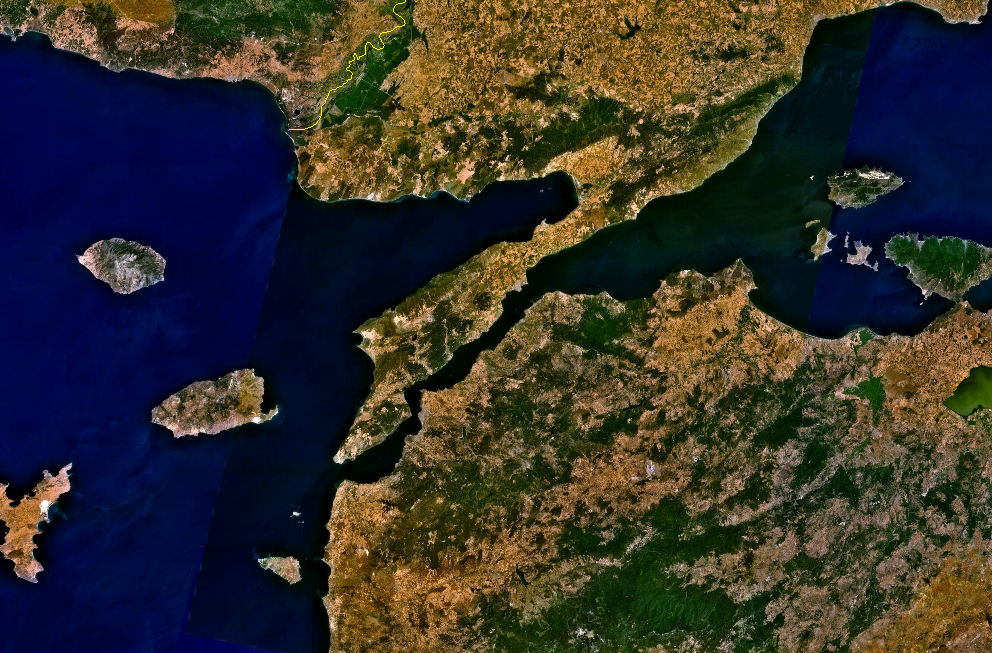
Imagen del Quersoneso y del área circundante tomada desde un satélite. El Queroneso se convirtió en el foco de una agria disputa territorial entre Atenas y Macedonia. Fue finalmente cedida a Filipo en 338 a. C.

Entre sus discursos de este periodo destacan la Segunda Filípica, el discurso conocido como Sobre la falsa embajada, contra Esquines, y la Tercera Filípica, en la que se exigía una acción resuelta contra Filipo (341 a. C.). De éstos, las Filípicas se consideran discursos políticos, mientras que Sobre la falsa embajada es un discurso pronunciado en el ámbito judicial.
En 344 a. C. Demóstenes viajó al Peloponeso, con la finalidad de conseguir alianzas y apartar al mayor número posible de ciudades de la influencia macedonia, si bien sus esfuerzos fueron generalmente infructuosos. La mayor parte de los peloponesios veían a Filipo como el garante de su libertad, e incluso enviaron una embajada conjunta a Atenas para presentar sus quejas ante la actividad de Demóstenes. En respuesta a dicha embajada, Demóstenes pronunció la Segunda Filípica, un vehemente ataque contra la persona de Filipo. En el año 343 a. C. Demóstenes pronunció Sobre la falsa embajada, dirigida contra su rival político Esquines, que estaba enfrentándose a un cargo de alta traición. Esquines fue finalmente absuelto por un estrecho margen de treinta votos, en un jurado cuyo número podría haber sido de hasta 1.501.
En 343 a. C. las fuerzas macedonias se encontraban realizando una nueva campaña militar en la región de Epiro y, en 342 a. C., Filipo hizo una incursión en Tracia. También negoció con los atenienses algunas modificaciones de los términos pactados en la Paz de Filócrates.
Cuando el ejército macedonio se aproximaba al Quersoneso Tracio, un general ateniense llamado Diopeites arrasó el distrito marítimo de Tracia, incitando la respuesta de Filipo. La asamblea ateniense se reunió para estudiar la situación y Demóstenes pronunció su discurso Sobre el Quersoneso, con el que convenció a los atenienses a no llamar a Diopeites de vuelta a Atenas. También en el 342 a. C. pronunció la Tercera Filípica, que se considera como el mejor discurso político de toda su carrera. Utilizando todo el poder de su elocuencia, Demóstenes exigió a la asamblea ateniense una firme respuesta contra Filipo, pidiendo al pueblo ateniense una enérgica demostración de fuerza. Les decía que sería "mejor morir mil veces que rendir tributo a Filipo". Tras este discurso, Demóstenes tomó el control de la política ateniense y fue capaz de debilitar considerablemente a la facción pro-macedonia liderada por Esquines, convirtiéndose en el líder político más influyente de Atenas.
Gracias a ello, Demóstenes conseguiría que se anulara el tratado de paz, que se aumentaran las asignaciones militares y se reforzara la marina e hizo de Tebas, ciudad largo tiempo hostil hacia Atenas, una aliada.

### Batalla de Queronea (338a.C.)

La estrella de Vergina, símbolo de la monarquía macedonia.

La Cuarta Filípica (340 a. C.) fue en realidad una declaración de guerra que condujo a otra derrota griega a manos de los macedonios. En gran parte gracias a los esfuerzos de Demóstenes, el intento de Filipo, en el 340 a. C., de capturar Bizancio (actual Estambul) se retrasó.
En 341 a. C. Demóstenes fue enviado a Bizancio, en donde buscó la renovación de la alianza con Atenas. Gracias a sus maniobras diplomáticas, Abidos también se unió a la causa. Por otra parte, estos acontecimientos preocuparon a Filipo e incrementaron su animadversión contra Demóstenes. La asamblea ateniense, sin embargo, no tuvo en cuenta las quejas de Filipo contra la conducta de Demóstenes y denunció el tratado de paz, lo que de hecho significaba una declaración de guerra.
En 339 a. C. Filipo hizo su último y mayor movimiento en busca de la conquista del sur de Grecia, asistido por el apoyo de Esquines en el marco de la Anfictonía. Durante la reunión del Consejo, Filipo acusó a la ciudad de Anfisa, en la Lócrida, de haber invadido suelo consagrado. El oficial que presidía el Consejo, un tesalio llamado Cotifo, propuso la convocatoria del Congreso de la Anfictonía para que impusiese un castigo ejemplar. Esquines estaba de acuerdo con esta propuesta y mantenía que los atenienses deberían participar en el Congreso, si bien Demóstenes revirtió las iniciativas de Esquines y Atenas finalmente se abstuvo. Tras el fracaso de la primera excursión militar a la Lócrida, la sesión de verano de la Anfictonía dio el mando de las fuerzas de la liga a Filipo, y le pidió que dirigiese una segunda excursión.
Filipo decidió actuar de inmediato. El invierno de 339-338 a. C. atravesó las Termópilas y entró en Anfisa, en donde venció rápidamente a la población de la ciudad. Tras esta significativa victoria, Filipo entró en la Fócida en 338 a. C. y luego se dirigió al sudeste, bajando el valle del río Cefiso, para asediar y capturar la ciudad de Elateia, en donde restauró las fortificaciones.
Mientras tanto, Atenas se dedicó a forjar una alianza con las ciudades de Eubea, Megara, Acaya, Corinto, Acarnania, así como con otros estados menos importantes del Peloponeso. En cualquier caso, la alianza más deseada para Atenas era con la ciudad-estado de Tebas.[cita requerida]
Con el objetivo de conseguir dicha alianza, Atenas envió a Demóstenes a la ciudad de Beocia. Filipo, por su parte, también envió su propia delegación con la finalidad contraria, pero no logró evitar que Demóstenes adhiriese a Tebas a su causa. No ha llegado a nuestros días el discurso completo de Demóstenes ante el pueblo tebano, por lo que las argumentaciones que utilizó para convencer a Tebas para unirse a la alianza las desconocemos. En cualquier caso, la alianza se produjo a cambio de un precio: políticamente, el control de Beocia por parte de Tebas fue reconocido de forma oficial; militarmente, Tebas consiguió el mando supremo de las tropas aliadas de tierra, y el mando conjunto con Atenas de la armada en el mar. Además, Atenas pagaría dos tercios del coste militar total de la campaña.
Mientras que los atenienses y los tebanos se preparaban para la guerra, Filipo hizo un último intento para apaciguar a sus enemigos, proponiendo un nuevo tratado de paz que no fue aceptado. Tras esto, y tras una serie de pequeños enfrentamientos entre los dos bandos que terminaron con victorias menores del bando ateniense, Filipo logró llevar a las falanges confederadas a un enfrentamiento en campo abierto en una llanura cercana a la ciudad de Queronea. A pesar de la alianza entre Tebas y Atenas, Filipo derrotó a los ejércitos aliados en la batalla del año 338 a. C. Durante la batalla Demóstenes participó como un mero hoplita más, e incluso algunas fuentes hablan de un comportamiento poco honorable. Según Plutarco, Demóstenes desertó del campo de batalla y "no hizo nada honorable, ni su comportamiento estuvo a la altura de sus discursos".
Tal era el odio de Filipo contra Demóstenes que, según relata Diodoro Sículo, el rey se burló tras la batalla de los infortunios del político ateniense. Sin embargo, se dice que el orador y político ateniense Démades hizo el siguiente comentario al rey:

Oh Rey, cuando la Fortuna te ha colocado en el puesto de Agamenón, ¿no te avergüenzas de actuar como Tersites?

Según cuenta Diodoro, Filipo reaccionó ante estas palabras y detuvo inmediatamente su actitud.
Tras su victoria, Filipo fue solo severo con Tebas, la cual pasó a controlar directamente mediante el nombramiento de gobernantes macedonios. Atenas fue tratada de forma más magnánima, obligándole solo a que disolviera su liga naval y a que abandonase sus posesiones en Tracia, mientras que a cambio le garantizaba la independencia. A pesar de todo ello, Demóstenes continuó hablando en contra de Macedonia, incluso tras la derrota de Queronea.[cita requerida]

## Últimas iniciativas políticas y muerte

### Enfrentamiento con Alejandro. Discurso "Sobre la Corona"

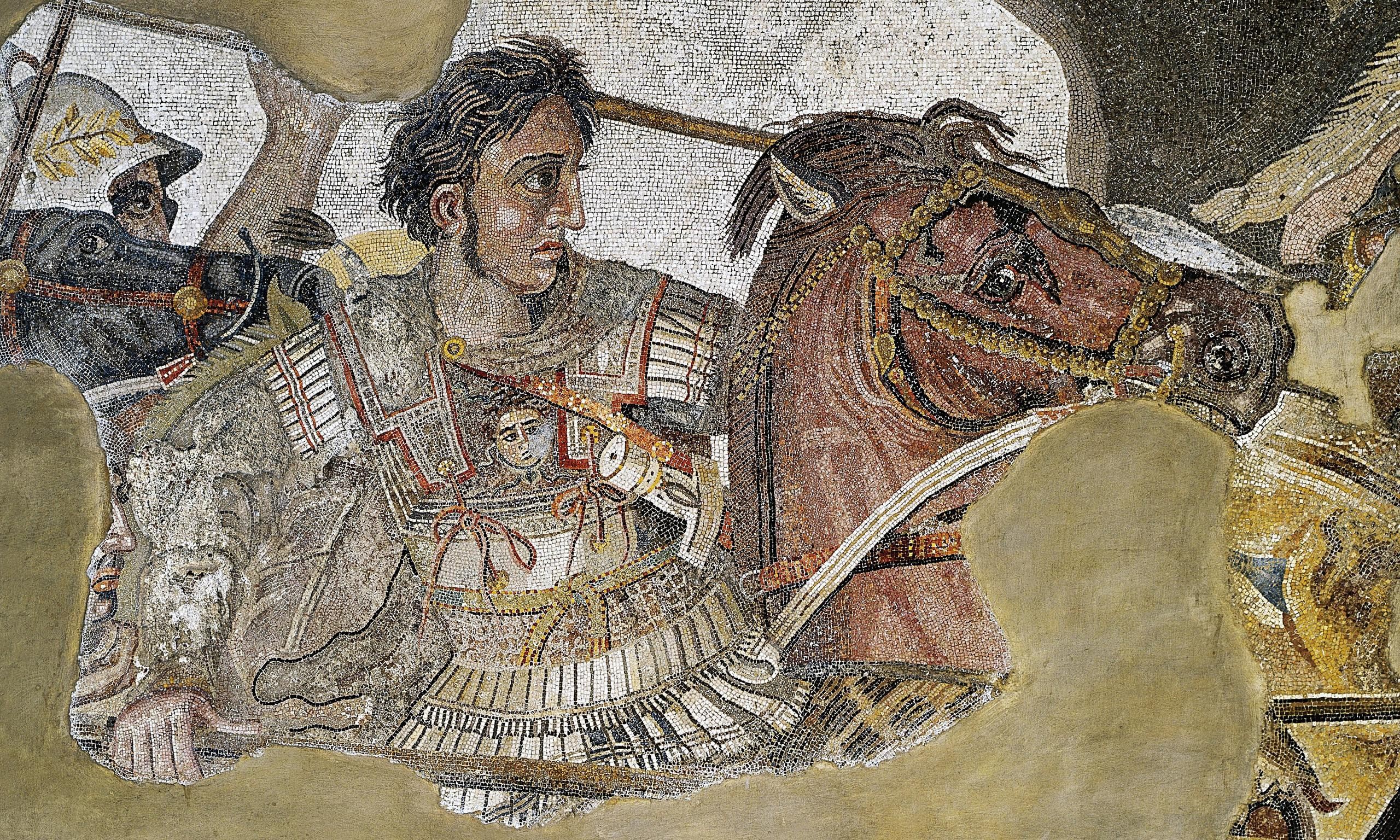
Mosaico de Alejandro Magno, encontrado en Pompeya, y copia de una pintura original griega del que se ha perdido. En 336-335 a. C. el Rey de Macedonia atajó los intentos de resistencia de las ciudades griegas y acabó con las esperanzas de Demóstenes de recuperar la independencia ateniense.

Tras la batalla de Queronea, Filipo impuso un severo castigo a la ciudad de Tebas, si bien fue bastante transigente a la hora de imponer a Atenas las condiciones de un acuerdo de paz. Demóstenes defendió la fortificación de Atenas y fue elegido por la ekklesía para pronunciar el discurso fúnebre por los ciudadanos muertos en la guerra contra Macedonia.
En el 336 a. C. Filipo fue asesinado durante la boda de su hija, Cleopatra de Macedonia con el rey Alejandro de Epiro. Tras su muerte, el ejército proclamó rey a su hijo primogénito, Alejandro. Mientras tanto, ciudades como Atenas o Tebas veían en este cambio de líder una oportunidad para recuperar su total independencia, y Demóstenes estuvo entre los atenienses que tomaron un rol más activo en la dirección de la revuelta de Atenas. Según Esquines, "era tan sólo el séptimo día tras la muerte de su hija, y a pesar de que las ceremonias de luto no se habían completado, se puso una corona de flores en la cabeza y ropajes blancos por su cuerpo, y estuvo ahí, haciendo ofrendas en agradecimiento, violando toda decencia".
Demóstenes también envió mensajeros al general Átalo, padre de la última esposa de Filipo, a quien consideraba un oponente interno al trono de Alejandro. En cualquier caso, Alejandro se desplazó rápidamente a Tebas, que se sometió al poco tiempo de verle aparecer frente a sus puertas. Cuando los atenienses se enteraron de que Alejandro se había movido tan rápido a Beocia cundió el pánico y suplicaron piedad al nuevo rey de Macedonia. Alejandro, por su parte, se limitó a amonestarles, y no impuso ningún castigo por la sublevación.
En 335 a. C. Alejandro se sintió con suficiente fortaleza como para enfrentarse a Tracia e Iliria. Mientras estaba luchando en el norte, los tebanos y los atenienses se rebelaron una vez más, creyendo los rumores que se habían extendido sobre la posible muerte de Alejandro. Darío III de Persia financió a las ciudades griegas que se levantaron contra Macedonia, y se dice que Demóstenes podría haber recibido unos 300 talentos (unos 8,5 millones de dólares) en nombre de Atenas, motivo por el cual se enfrentó después a acusaciones por apropiación indebida.
Alejandro reaccionó de manera inmediata y arrasó Tebas hasta sus cimientos. No atacó Atenas, pero exigió que todos los políticos de la facción anti-macedonia fueran exiliados, siendo Demóstenes el primero de la lista. Según Plutarco, una embajada especial de Atenas encabezada por Foción, un opositor de la facción anti-macedonia, fue capaz de persuadir a Alejandro para que retirase dicha exigencia.
Demóstenes, por su parte, y a pesar de sus desventuras que había sufrido en sus enfrentamientos contra Filipo y Alejandro, todavía era respetado por el pueblo de Atenas. En 336 a. C. el orador Ctesifonte propuso a Atenas que honrara a Demóstenes por sus servicios prestados concediéndole, de acuerdo a la tradición, la corona de oro. Sin embargo, la existencia en Atenas de un importante partido promacedonio hacía que la posición de Demóstenes estuviese siempre sujeta a oposición y la propuesta se convirtió en un controvertido tema político que desembocó, en 330 a. C., en que Esquines utilizase un tecnicismo legal para procesar a Ctesifonte. El motivo del procesamiento era haber ofrecido la corona a Demóstenes tras incurrir en una serie de irregularidades en el ofrecimiento.
En su discurso más brillante, Sobre la Corona, Demóstenes defiende a Ctesifonte y ataca vehementemente a todos aquellos que prefirieron la paz con Macedonia. No estaba arrepentido por sus acciones pasadas ni por sus ideas políticas e insistía en que, cuando estaba en el poder, el objetivo constante de todas sus acciones fue el ensalzamiento del honor y la ascendencia de su pueblo, y que en todas las ocasiones y en todo lo que hizo preservó su lealtad a Atenas. Finalmente venció a Esquines, a pesar de que las objeciones legales que oponía su enemigo al otorgamiento de la Corona eran probablemente válidas.
Este sería su discurso más famoso, en el que realiza una defensa global de toda su carrera, defendiendo a Ctesifonte y atacando al partido promacedonio. Su elocuencia y lógica fueron tan convincentes que Ctesifonte fue absuelto y Esquines, humillado, se vio obligado a exiliarse de forma voluntaria.

### El caso de Hárpalo
En el año 324 a. C. la influencia política de Demóstenes comenzó a decaer por culpa de un nuevo caso en el que se le acusó de corrupción.
En 324 a. C. un aristócrata macedonio llamado Hárpalo, a quien Alejandro había nombrado gobernador de Babilonia y había confiado una cuantiosa cantidad de tesoros, se fugó de Macedonia, huyendo con el botín, y buscando refugio en Atenas. Demóstenes exigió que Hárpalo fuese capturado y, finalmente, Hárpalo fue encarcelado a pesar de la oposición de Hipérides, un político de la facción anti-macedonia que era un antiguo aliado de Demóstenes. La ekklesía, tras una propuesta de Demóstenes, decidió confiscar el dinero de Hárpalo, que fue confiado a un comité presidido por Demóstenes. Cuando el comité contó el tesoro encontró que solo había la mitad del dinero que Hárpalo había declarado que tenía, pero no revelaron públicamente el déficit. Más tarde, cuando Hárpalo escapó, el Areópago llevó a cabo una auditoría al final de la cual acusó a Demóstenes de haber malversado 20 talentos (570.000 dólares estadounidenses de 2008).
Durante el juicio contra él, Hiperides argumentó que no había revelado el enorme déficit porque había sido sobornado por Hárpalo.
Demóstenes fue condenado a pagar una multa de 50 talentos (1,4 millones de dólares estadounidenses de 2008), que no pudo reunir, por lo que fue condenado a prisión, aunque escapó en poco tiempo. Todavía no está claro si las acusaciones contra él tenían o no fundamento aunque, en cualquier caso, los atenienses pronto revocaron la sentencia. Demóstenes huyó a Egina hasta la muerte de Alejandro.
Un año más tarde, la muerte de Alejandro Magno provocó en toda Grecia una rebelión contra Antípatro, sucesor a Alejandro como gobernador macedonio de Grecia, hecho que Demóstenes aprovechó para terminar su exilio y entrar triunfalmente en Atenas, a la vez que reclamaba una nueva guerra contra Macedonia. Demóstenes vuelve a insistir a los atenienses en la persecución de su independencia de Macedonia, que se convertiría en la llamada Guerra Lamiaca. Sin embargo, Antípatro sofocó la rebelión y acabó con la oposición a su poder, tras lo cual exigió que los atenienses entregasen a Demóstenes y a Hipérides, junto con otros políticos antimacedonios. Démades, jefe en ese momento del partido promacedonio, consiguió que la ekklesía se plegara a las exigencias a Antípatro votara y aprobara un decreto con la condena a muerte de los agitadores políticos.
Demóstenes escapó a un santuario de la isla de Calauria, en donde finalmente fue descubierto por Arquias, un confidente de Antípatro. Demóstenes se suicidó en el templo de templo de Poseidón de Calauria antes de ser capturado mediante un engaño a Arquías: pretendiendo ir a escribir una carta a su familia, aprovechó para tomar veneno escondido en una caña. Cuando notó que el veneno comenzaba a surtir efecto le dijo a Arquias: "Ahora, cuando te parezca, puedes comenzar a jugar el papel de Creonte en la tragedia, y llevarte de aquí este cuerpo mío sin enterrar. Pero yo, gracias a Neptuno, por mi parte, mientras todavía estoy vivo, me levanto y dejo este sagrado lugar; aunque Antípatro y los macedonios casi no han dejado nada, salvo el templo, sin contaminar". Tras decir estas palabras, cayó al lado del altar y falleció.

## Valoraciones

### Carrera política
La figura histórica de Demóstenes ha sido objeto de opiniones encontradas y de distintas valoraciones a lo largo de los siglos.
Plutarco, por ejemplo, alaba a Demóstenes por su carácter. Rebatiendo al historiador Teopompo, el biógrafo insiste en que Demóstenes mantuvo «el mismo partido y dirección política que tenía desde un principio, los mantuvo constantes hasta el final; y estuvo tan lejos de abandonarlos mientras vivió que llegó a preferir dar su vida a traicionar sus principios». Por otro lado, Polibio un historiador griego del mundo mediterráneo, era muy crítico con las políticas defendidas por Demóstenes. Polibio le acusa de haber lanzado ataques verbales injustificados contra grandes hombres de otras ciudades, tildándoles injustamente de traidores a los griegos. El historiador mantenía que Demóstenes medía todo en función de los intereses de su propia ciudad, imaginando que los griegos deberían tener sus visión centrada en Atenas. Sin embargo, y según este historiador, lo único que los atenienses llegaron a conseguir gracias a su oposición a Filipo fue la derrota en Queronea, "y si no hubiera sido por la magnanimidad del rey y su cuidado por su propia reputación, sus infortunios habrían sido todavía mayores, gracias a la política de Demóstenes".
Paparrigopoulos ensalza el patriotismo de Demóstenes, pero le critica por ser corto de miras. De acuerdo a su crítica, Demóstenes debería haber entendido que los antiguos Estados griegos solo podían sobrevivir unificados bajo el liderazgo del reino de Macedonia. Por lo tanto, acusa a Demóstenes de no haber juzgado bien los acontecimientos, los oponentes y las oportunidades, y de haber sido incapaz de prever el inevitable triunfo de Filipo. Le critica por haber sobrevalorado la capacidad de Atenas de revivir y de retar a Macedonia. Su ciudad había perdido a la mayoría de aliados en el Egeo, mientras que Filipo había consolidado su control sobre la región de Macedonia y controlaba una gran riqueza mineral.
Chris Carey, profesor de griego en la University College de Londres, concluye que Demóstenes era mejor orador que estratega y político, si bien también subraya que los "pragmáticos" como Esquines y Foción no tenían una visión lo suficientemente inspiradora como para rivalizar con la de Demóstenes. El orador pedía a los atenienses que eligiesen entre lo que es justo y honorable y lo antepusieran a su propia seguridad y a la preservación de la ciudad. La gente, por su parte, prefería el activismo de Demóstenes hasta el punto de que la agria derrota de Queronea fue recibida como un precio que valía la pena pagar en el intento de retener la libertad y la influencia sobre la península.
Por otra parte, según el también profesor de griego Arthur Wallace Pickard-Cambridge, el éxito es un pobre criterio para juzgar las acciones de la gente como Demóstenes, que actuaban motivados por el ideal político de la libertad. Filipo había pedido a Atenas que sacrificase su libertad y su democracia, mientras que Demóstenes intentaba revivir el brillante pasado de la ciudad. Buscaba revivir esos valores imperecederos y, por tanto, convertirse en un "educador de la gente" (en palabras de Werner Jaeger).
El hecho de que Demóstenes luchase en la batalla de Queronea como un mero hoplita más, así como su huida del campo de batalla, indica que carecía de capacidad militar. Según el historiador Thomas Babington Macaulay, en la época en la que vivió Demóstenes estaba fuertemente marcada la diferencia entre los oficios políticos y los militares. Casi ningún político, con la excepción de Foción, era al mismo tiempo un buen orador y un general competente. Demóstenes era muy competente en el ámbito de la política y de las ideas, pero no en el de la guerra. El contraste, por otra parte, entre la capacidad intelectual de Demóstenes y sus deficiencias en términos de vigor, resistencia y conocimientos o habilidad militar, así como de visión estratégica se ilustra en la inscripción que sus conciudadanos pusieron en la base de su estatua:

Si hubieras sido para Grecia tan fuerte como sabio, los macedonios no la habrían conquistado

### Habilidad oratoria

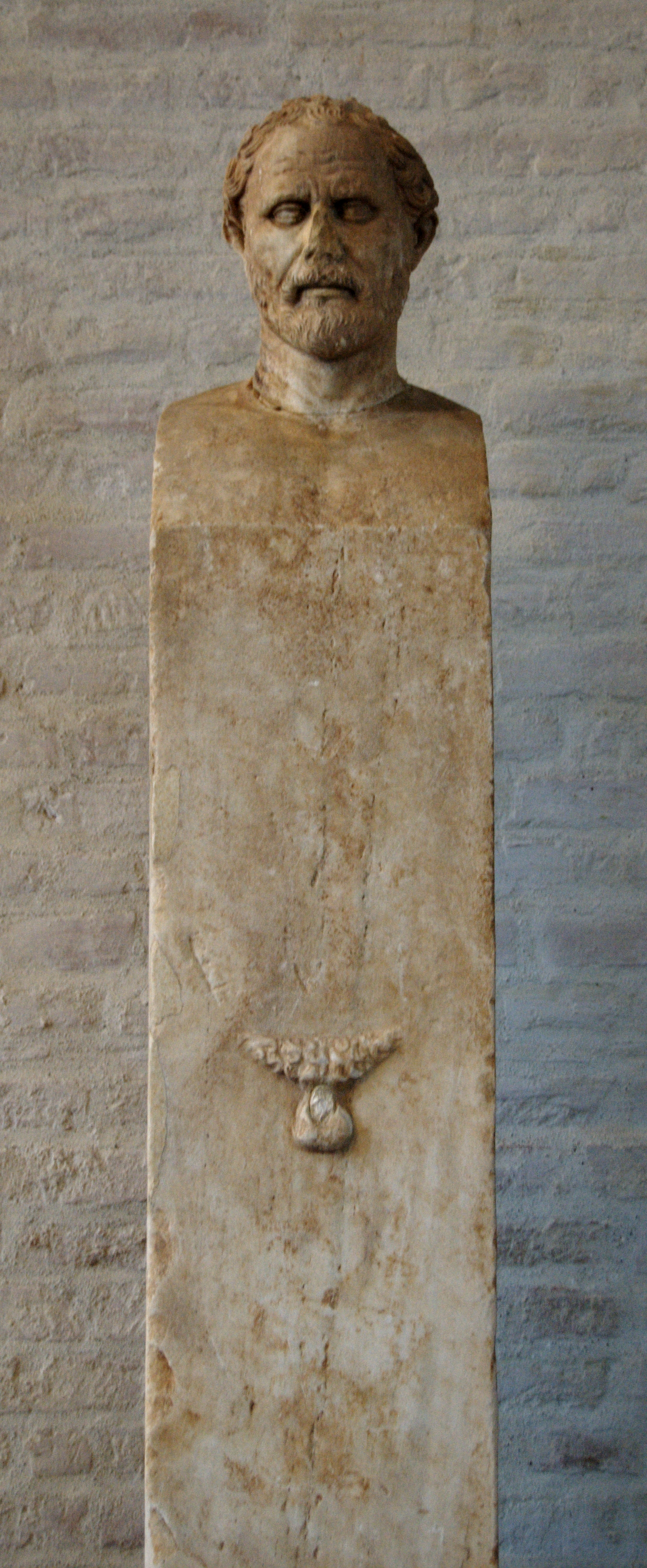
Herma de Demóstenes (Múnich, Glyptothek). Copia de una estatua póstuma honorífica del político del Ágora de Atenas esculpida originalmente por Polieuctos (ca. 280 a. C.).

De acuerdo a Dionisio de Halicarnaso, historiador griego y profesor de retórica, Demóstenes representa la etapa final del desarrollo de la prosa ática. Este autor afirma que Demóstenes reunió las mejores características de los estilos básicos; utilizaba habitualmente el estilo de tipo medio o normal y aplicaba el estilo arcaico y el de elegancia llana cuando era necesario. En todos y cada uno de los tres estilos era mejor que sus maestros especializados.
Demóstenes es considerado un orador consumado, adepto de todas las técnicas de la oratoria que utiliza de forma conjunta en su trabajo. En sus discursos judiciales iniciales, la influencia de sus primeros maestros es obvia, pero no enmascara su estilo marcado y original, que también aparece.
Según Harry Thurston Peck, perteneciente a la escuela clásica, Demóstenes "no incrementa el conocimiento; su objetivo no es la elegancia; no busca brillantes ornamentos; en raras ocasiones toca el corazón de la gente con suaves apelaciones, y cuando lo hace, produce sólo un efecto que podría mejorar cualquier orador de tercera clase. No tenía agudeza, gracia o vivacidad, tal y como nosotros entendemos estos términos. El secreto de su poder es simple, puesto que se encuentra esencialmente en el hecho de que sus principios políticos estaban ligados a su propio espíritu". En su juicio, Peck coincide con Jaeger, que dijo que las decisiones políticas inminentes imbuían los discursos de Demóstenes con un poder artístico fascinante.
Demóstenes era capaz de combinar mensajes escuetos con explicaciones extensas, armonizando con su cometido. Su lenguaje es simple y natural, no utiliza palabras extrañas o artificiales. Según Jebb, Demóstenes era un artista capaz de hacer que su propio arte le obedeciera. Por su parte, Esquines estigmatizaba su intensidad, atribuyendo a sus rivales hilos de imágenes absurdas e incoherentes.
Dionisio establece que el único punto débil de Demóstenes era su falta de sentido del humor, si bien Quintiliano veía esta deficiencia como una virtud. Sin embargo, la principal crítica que se ha hecho a Demóstenes parece que se ha apoyado principalmente en su negativa a hablar extempore; habiéndose negado a menudo a comentar asuntos que no se había estudiado previamente. En cualquier caso, dedicaba una elaborada preparación a todos sus discursos y, por tanto, sus argumentos son los productos de un estudio cuidadoso de cada asunto. También era famoso por su capacidad de sátira.
De acuerdo a Cicerón, Demóstenes veía la forma de entregar el mensaje (los gestos, la voz, etc.) como algo más importante que el estilo. Aunque no tenía la voz de Esquines, o la capacidad improvisatoria de Demades, utilizaba de forma muy eficiente su cuerpo para acentuar sus palabras, consiguiendo proyectar sus ideas y argumentos con una mayor fuerza. Sin embargo, dicha puesta en escena no era bien acogida por todo el mundo de la antigüedad: Demetrio de Falero y los comediantes ridiculizaban la "teatralidad" de Demóstenes, mientras que Esquines opinaba que Leodamas de Acarnas era superior a él.

### Legado retórico

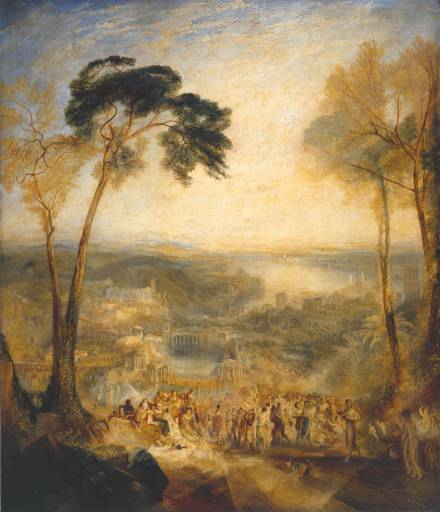
Friné yendo a los baños públicos como Venus y Demóstenes tentado por Esquines por J. M. W. Turner (1838), Londres, Tate.

La fama de Demóstenes perduró a través de los siglos. Los estudiosos de la Biblioteca de Alejandría editaron cuidadosamente los manuscritos de sus discursos, y los colegiales de la antigua Roma estudiaron su arte como parte de su propio entrenamiento en retórica. Juvenal le aclamó diciendo que era largus et exundans ingenii fons (una ‘larga y desbordante fuente de ingenio’). Los discursos de Cicerón contra Marco Antonio también mencionaban las Filípicas.
Por su parte, Plutarco hizo una mención en su Vida de Demóstenes recalcando las fuertes similitudes entre las personalidades y las carreras políticas de Demóstenes y de Marco Tulio Cicerón:

El poder divino parece haber diseñado originalmente a Demóstenes y a Cicerón bajo el mismo plan, dándoles muchas similitudes en sus caracteres naturales, tales como la pasión por la distinción y su amor por la libertad en la vida civil, o su exigencia de coraje frente a los peligros y la guerra, a la vez que añadió muchos parecidos accidentales. Creo que difícilmente se puede encontrar otros dos oradores que, desde unos comienzos oscuros e insignificantes, se hicieran tan grandes y poderosos; que ambos se enfrentaran a reyes y tiranos; ambos perdieran a sus hijas; fueran expulsados de su país y retornasen con honor; que, huyendo de nuevo de ahí, fuesen ambos capturados por sus enemigos y finalmente acabasen sus vidas a la vez que la libertad de sus compatriotas.
Plutarco, Demóstenes, 3

Durante la Edad Media y el Renacimiento Demóstenes mantuvo una buena reputación por su elocuencia. Sus textos eran los más estudiados y leídos de todos los oradores antiguos, con quizás Cicerón como único competidor real. El autor y jurista francés Guillaume du Vair alaba sus discursos por su elegante estilo y artística composición; John Jewel, Obispo de Salisbury, y Jacques Amyot, escritor y traductor renacentista francés, ven a Demóstenes como un magnífico orador, incluso "supremo".
En la historia moderna, oradores como Henry Clay han imitado la técnica de Demóstenes. Sus ideas y principios sobrevivieron e inspiraron a personajes y tendencias políticas de nuestra época. Demóstenes constituyó una fuente de inspiración para los autores de los artículos federalistas (una serie de 85 artículos defendiendo la ratificación de la Constitución de los Estados Unidos de América) y para los principales oradores de la Revolución francesa. El primer ministro francés Georges Clemenceau estuvo entre aquellos que idealizaron a Demóstenes e incluso escribió un libro sobre él. Por su parte Friedrich Nietzsche a menudo compuso sus frases de acuerdo a los paradigmas de Demóstenes, cuyo estilo admiraba.
Durante la Segunda Guerra Mundial, los luchadores de la resistencia francesa se identificaron con Demóstenes, y dieron a Adolf Hitler el nombre de Filipo. Demóstenes se reconoció como el símbolo de la independencia y se utilizó como sinónimo de la resistencia contra la opresión tiránica. También constituyó una fuente de inspiración para escritores de la literatura moderna tales como Mary Renault o Orson Scott Card.
Por otra parte, la Demosthenian Literary Society, sociedad perteneciente a la Universidad de Georgia, recibe su nombre en honor a Demóstenes, siendo un tributo a su habilidad retórica y a la forma en que mejoró su habilidad oratoria.

## Trabajos

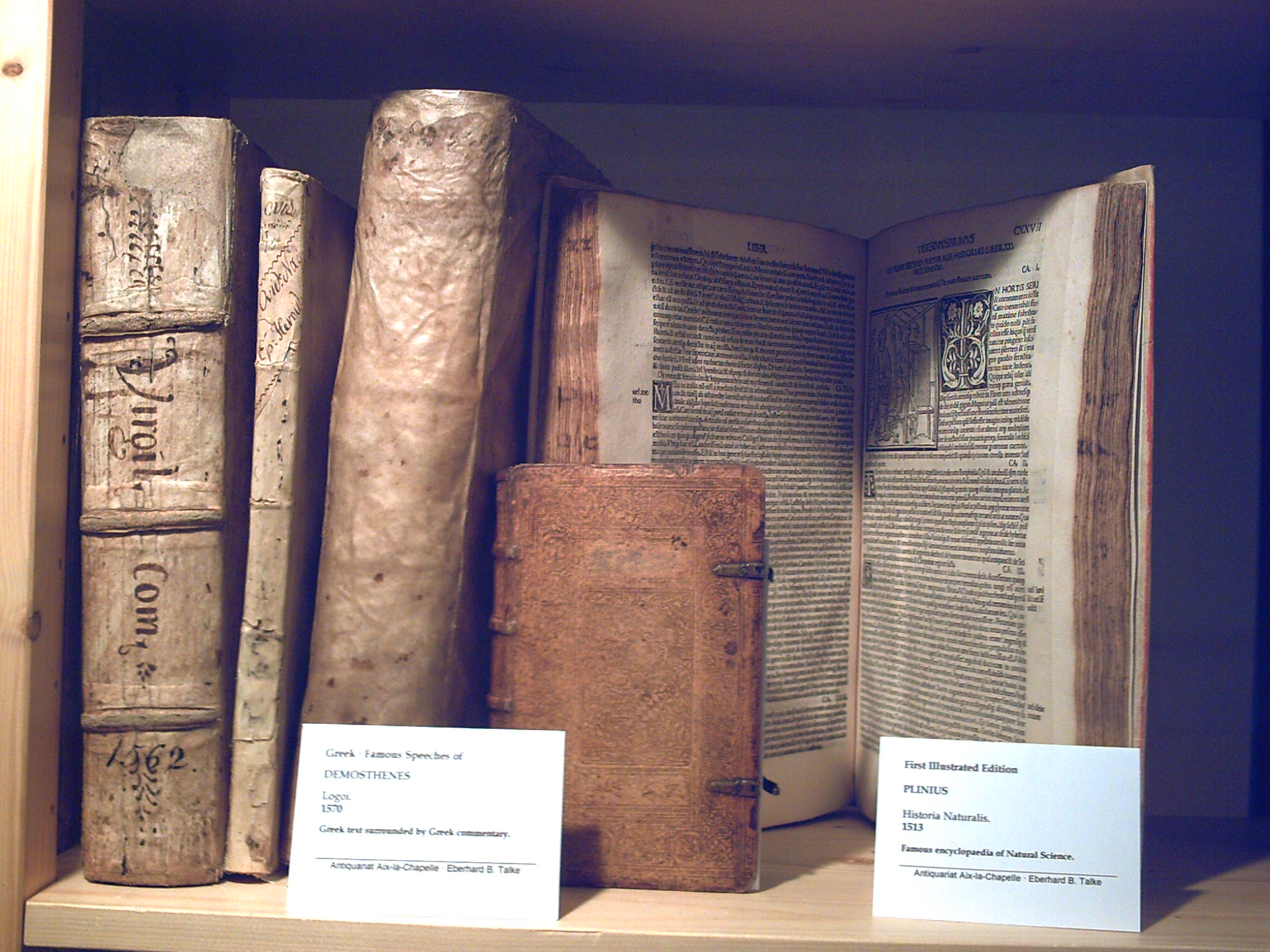
El Logoi, los famosos discursos de Demóstenes, en una edición de 1570, en griego, junto con otras obras del mismo periodo.

Parece que Demóstenes publicó la mayoría de sus discursos, si no todos. Tras su muerte, los textos de sus obras le sobrevivieron, siendo guardados en Atenas y en la Biblioteca de Alejandría. En Alejandría los textos se incorporaron al cuerpo de literatura griega clásica que fue preservado, catalogado y utilizado por los estudiosos del período helenístico. Desde entonces y hasta el siglo IV se multiplicaron las copias de sus discursos, por lo que estuvieron en una situación relativamente buena para sobrevivir al oscuro periodo comprendido entre los siglos VI y IX d. C. Finalmente, han llegado a nuestros días un total de sesenta y un discursos de Demóstenes. Friedrich Blass, de la Escuela Clásica alemana, cree que el orador escribió otros nueve discursos más, pero que no han sobrevivido.
Las ediciones modernas de los discursos se basan en manuscritos de los siglos X y XI d. C. La autoría de al menos nueve de los sesenta y un discursos se discute.
También han llegado a nuestros días cincuenta y seis prólogos y seis cartas. Los prólogos eran aperturas de discursos de Demóstenes, y fueron recopiladas para la Biblioteca de Alejandría por Calímaco, que creía en la autoría de Demóstenes. Los estudiosos modernos, sin embargo, están divididos: algunos los rechazan, mientras que otros, como Blass, opinan que son auténticos. Las cartas están escritas con el nombre de Demóstenes, pero su autoría ha sido duramente discutida.